# Menadiol
Menadiol je jedan oblik vitamina K4. On je hemijski blisko srodan sa menadionom.